# Abd al-Muttalib
Shayba Ibn Hashim (v. 497 - v. 578), plus connu sous le nom d'Abd Al-Muttalib,(également orthographié Abdel Mouttalib), fils de Hashim ibn Abd al-Manaf et de Salma bint Amr (en) est le grand-père paternel de Mahomet.
Avec son fils Abû Tâlib, il éleva Mahomet après la mort de sa mère Amina en 577, son père Abdallah étant mort peu avant sa naissance en 570.

## Biographie traditionnelle
ʿAbd al-Muṭṭalib est le grand-père de Mahomet. Il est né de l’union d’Hashim b. ‘Abd Manaf et de Salma bint ‘Amr. Selon les récits traditionnels, il aurait vécu avec sa mère à Médine jusqu’à ce qu’al-Muṭṭalib, le frère de son père, l’emmène après la mort de celui-ci à La Mecque.
Il porte aussi le nom de Shayba. Ce nom évoquerait la blondeur de ses cheveux à sa naissance. Élevé par son oncle paternel Al-Muttalib, il reçut le nom d’ « Abd al-Muttalib », signifiant littéralement « serviteur d'Al-Muttalib ». « L’explication commune » selon laquelle ce nom était lié au fait qu’il ait été confondu avec l’esclave d’al-Muṭṭalib n’est, pour Montgomery, « pas acceptable ».
Des débats existent entre les auteurs quant au statut social d’ʿAbd al-Muṭṭalib. Pour les sources arabes, il était un des chefs de La Mecque, place qui lui fut refusée par certains orientalistes occidentaux. Pour Montgomery, au sein de Quraish, il devait être le chef d’un groupe politique. On lui attribue le creusement de puits, dont celui de Zamzam et la création de routes commerciales vers le Yémen.
Selon les sources, il meurt entre 82 et 120 ans. Mahomet avait alors 8 ans. La tradition musulmane a beaucoup écrit sur les relations qui unissaient les deux parents. Ainsi, ʿAbd al-Muṭṭalib l'aurait circoncis et lui aurait donné son nom. Différents éléments associés à Mahomet lui ont été transmis comme le fait qu'il aurait été monothéiste. Pour d'autres traditions, celui-ci n'était pas musulman et se trouve en enfer. Les différents partis politiques de l'islam naissant ont mis en avant différents aspects ou traditions sur ce personnage.

### Descendance
Il épousa Fatima bint ‘Amr avec qui il eut plusieurs enfants, dont le père de Mahomet et eut plusieurs autres épouses. Il eut six femmes, dont sont issus treize fils, Al-Harîth, Al-Zubayr, Al-Mughîra (surnommé Jahl), Quthm, Abd Al-Kaaba, Zirâr, Al-Moqawim, Al-Ghaydâq, Abd-al-Uzza (surnommé Abû Lahab), Al-Abbas, Hamza, Abû Tâlib, Abdullah (père de Mahomet). Il eut également six filles, Atika, Umayma, Umm Hakîm (surnommée aussi al-Bayzâ'), Barra, Safiyya et Arwâ.